# Neptunus Rotterdam

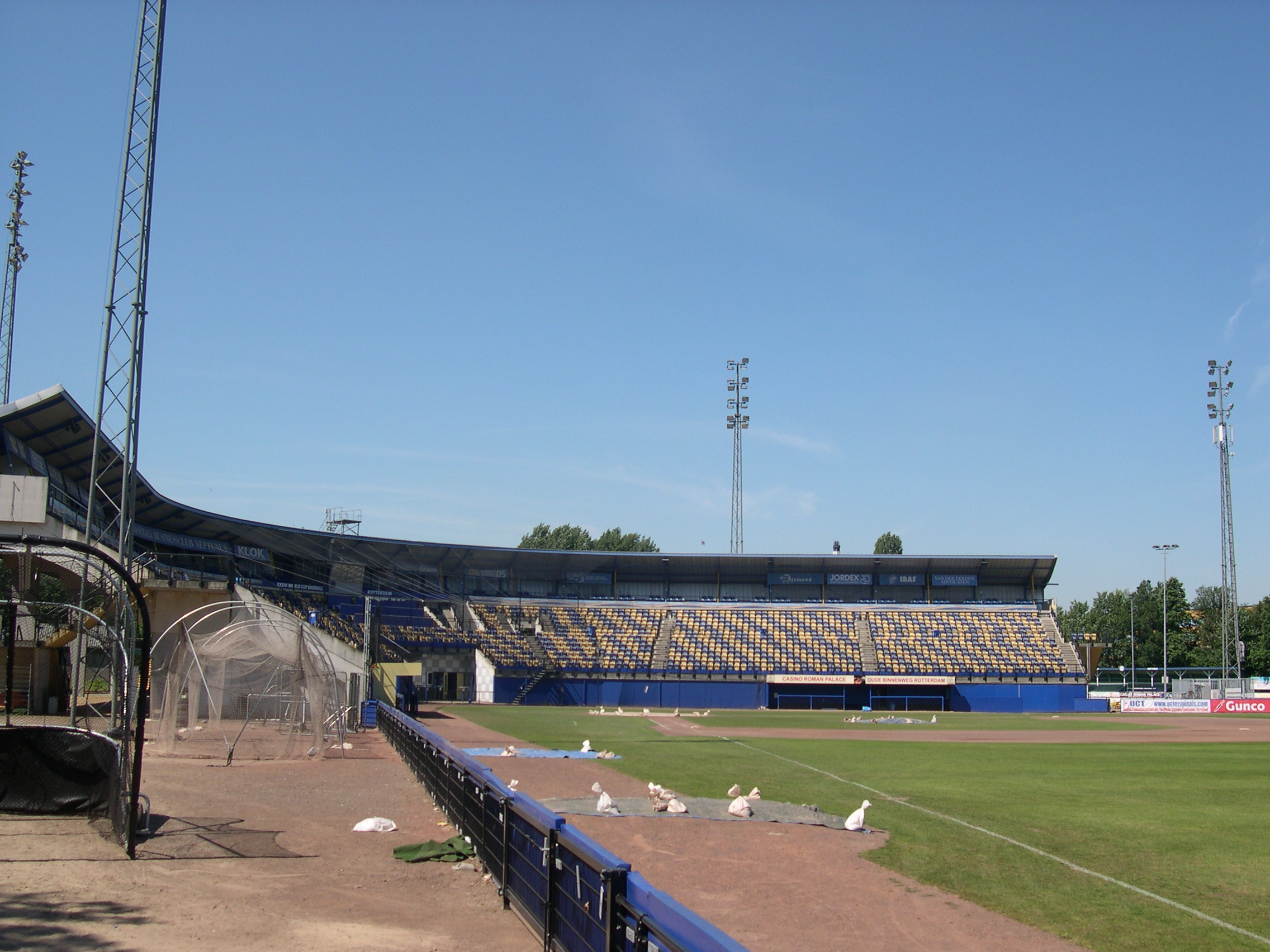
Stadion klubu

Neptunus Rotterdam je nizozemský profesionální baseballový tým, patřící ke sportovnímu klubu Neptunus Sporting Club. Hraje v Rotterdamu na stadiónu Familiestadion pro 2500 diváků. Působí v nejvyšší nizozemské lize Honkbal Hoofdklasse, kde je s šestnácti tituly historicky nejúspěšnějším týmem. Patří také k nejúspěšnějším baseballovým klubům Evropy.
Fotbalový klub Neptunus byl založen roku 1900, v roce 1943 při něm vznikl baseballový a roku 1973 softballový oddíl. Od roku 2015 vystupují baseballisté pod názvem sponzora Curaçao Neptunus.

## Úspěchy
- osminásobný vítěz Poháru evropských mistrů – 1994, 1996, 2000, 2001, 2002, 2003, 2004, 2015
- pětinásobný vítěz Poháru vítězů pohárů – 1990, 1993, 1998, 1999, 2007
- šestnáctinásobný mistr nizozemské ligy – 1981, 1991, 1993, 1995, 1999, 2000, 2001, 2002, 2003, 2004, 2005, 2009, 2010, 2013, 2014, 2015